# 喬治亞葡萄酒

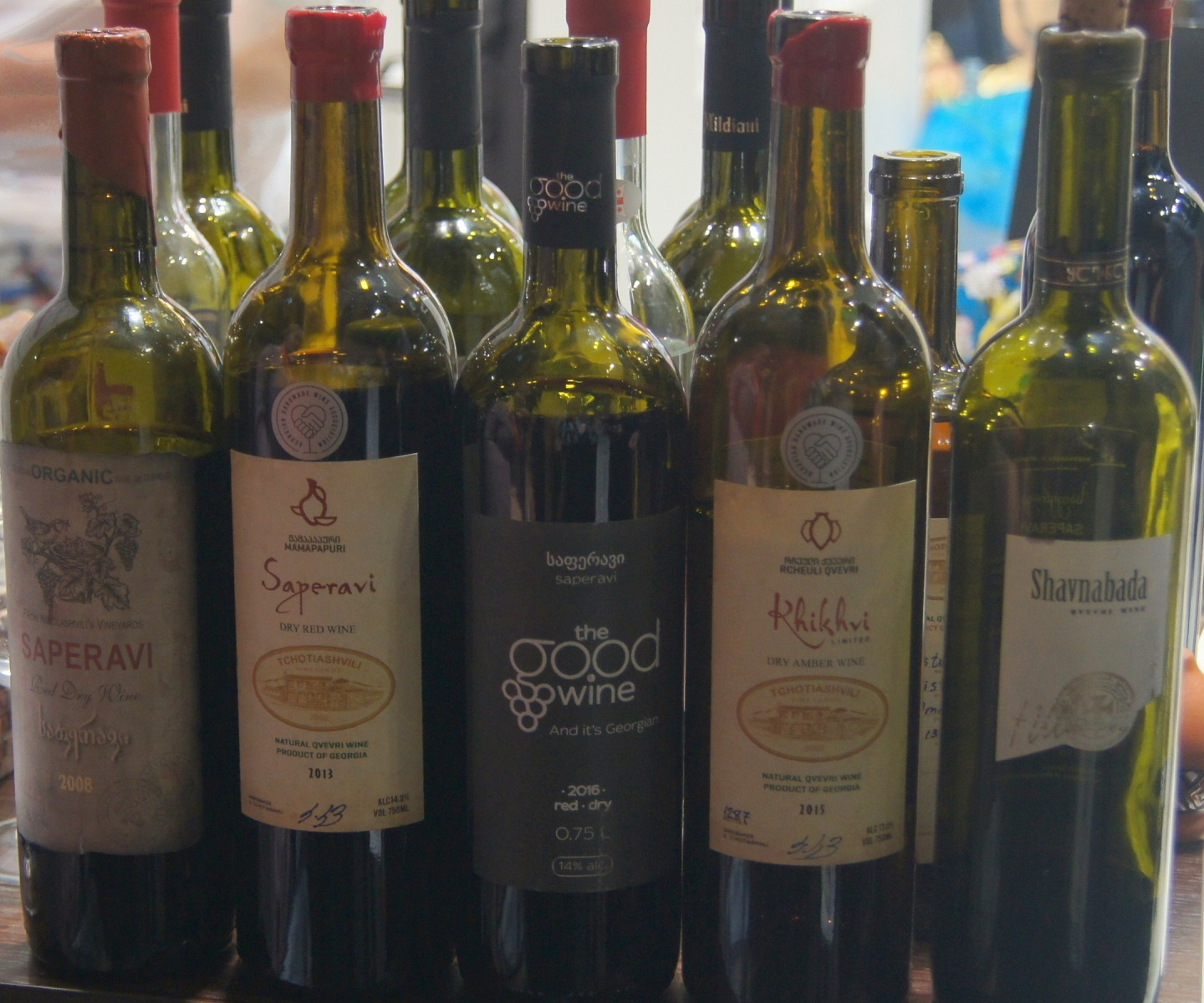
喬治亞葡萄酒

喬治亞葡萄酒是世界上歷史最古老的葡萄酒之一。喬治亞是葡萄酒的起源國，擁有超過8000年的葡萄酒釀造歷史。在前蘇聯加盟共和國中，喬治亞是僅次於摩爾多瓦的第二大葡萄生產國。現在葡萄酒是喬治亞的主要出口創匯產品之一，喬治亞葡萄酒也在世界享有很高評價。
该葡萄酒也是喬治亞的人類非物質文化遺產之一。